# جيمس مارشال
جيمس مارشال (بالإنجليزية: James Marshall)‏ (و. 1967 – م) هو ممثل، وممثل أفلام، من الولايات المتحدة الأمريكية، ولد في كوينز.

## وصلات خارجية
- جيمس مارشال على موقع IMDb (الإنجليزية)
- جيمس مارشال على موقع روتن توميتوز (الإنجليزية)
- جيمس مارشال على موقع ألو سيني (الفرنسية)
- جيمس مارشال على موقع ميوزك برينز (الإنجليزية)
- جيمس مارشال على موقع أول موفي (الإنجليزية)
- جيمس مارشال على موقع قاعدة بيانات الأفلام السويدية (السويدية)
- جيمس مارشال على موقع إن إن دي بي (الإنجليزية)
- جيمس مارشال على موقع أول ميوزيك (الإنجليزية)
- جيمس مارشال على موقع ديسكوغز (الإنجليزية)
- جيمس مارشال على موقع قاعدة بيانات الفيلم (الإنجليزية)